# Željko Ražnatović
Željko Ražnatović (Brežice, 17. travnja 1952. – Beograd, 15. siječnja 2000.), poznat pod nadimkom Arkan, bio je srpski paravojni komandant i mafijaš. Tijekom i nakon Domovinskog rata i rata u BiH bio je vođa srbijanske paravojne postrojbe "Srpska dobrovoljačka garda", koja se smatrala najučinkovitijom i najstrašnijom paravojnom postrojbom u tim ratovima. Njegova je postrojba odgovorna za brojne ratne zločine u istočnoj BiH, uključujući ubojstva, razaranja naselja, silovanja, i etničko čišćenje. Kao slavna ikona svoga vremena u Srbiji bio je političar i predsjednik nogometnog kluba Obilić.
Arkan je bio jedna od deset najtraženijih osoba Interpola tijekom 1970-ih i 1980-ih zbog pljački i ubojstava diljem Europe, a dva je puta pobjegao iz zatvora. Protiv njega je Haaški sud 31. ožujka 1999. podigao optužnicu. Ubijen je u siječnju 2000. godine u beogradskom hotelu Intercontinental. Do svoje smrti bio je najmoćnija figura organiziranog zločina u regiji, kao i najmoćniji gangster pod pokroviteljstvom tadašnje Srbijanske vlade.

## Životopis

### Mladost
Rođen je u Brežicama gdje je bio stacioniran njegov otac Veljko, časnik zrakoplovstva JNA. Živio je sa svojom majkom, komunističkom aktivisticom, i tri sestre. Roditelji su mu se razveli dok je bio mladić. Otac ga je često tukao u mladosti. Tada je često bježao od kuće i činio različite delikventske prijestupe, a nerijetko je završavao po popravnim domovima. Postao je sitni kriminalac u tinejdžerskim godinama.
U Beogradu je džepario po ulici i obijao kioske pa ga je otac poslao da završi osmi razred u Domu za maloljetne prijestupnike u Novom Sadu. Tada je govorio kako bi želio postati zrakoplovac, ali su ga upisali u Pomorsku školu u Kotoru. Međutim, kao slijepi putnik ukrcao se na neki brod i stigao u Trst. S četvoricom vršnjaka taksijem je išao s kraja na kraj Jugoslavije i usavršio obijanje blagajni, krađu nakita i umjetničkih slika koje je kasnije prodavao. Njegova skupina uhvaćena je na djelu u Zagrebu. Proveo je tri godine maloljetničkog zatvora u Valjevu i šest mjeseci u Požarevcu.
Godine 1972. ilegalno je emigrirao na Zapad. Neke naznake govore da je taj "bijeg" zapravo namješten od jugoslavenske tajne službe.[nedostaje izvor] U inozemstvu je sreo veliki broj jugoslavenskih kriminalaca koji su kasnije ubijeni. Uzeo je nadimak "Arkan" po komičnom strip junaku. Kao naoružani pljačkaš i ubojica osuđivan je ili optuživan u Belgiji, Nizozemskoj, Švedskoj, Njemačkoj, Austriji, Švicarskoj i Italiji. Zatvoren je u Belgiji 1974. odakle je pobjegao 1977. Ponovo je uhićen u Nizozemskoj 1979., a ponovo je pobjegao 1981. Bio je ranjen u sudaru s policijom. Prošao je kroz desetke europskih zatvora, uključujući i onaj u Scheveningenu. Bio je na Interpolovoj listi 10 najtraženijih zločinaca.
Dok je bio mlad, često ga je izvlačio Stane Dolanc, političar iz Slovenije. Dolanc je bio šef jugoslavenske tajne policije i bliski suradnik Tita. Arkan je radio kao tajni agent 1973., a potom također kao državni ubojica.
Arkan je boraveći u Europi naučio glavne europske jezike. Tečno je govorio engleski, francuski i talijanski, a poznavao je njemački, švedski i nizozemski.
Vratio se u Jugoslaviju 1981. i nastavio sa zločinačkom karijerom. U studenom 1983. dva policajca su mu upala u kuću s namjerom da ga uhite. Uspio ih je raniti iz pištolja što ga je odvelo u zatvor. Međutim, dva dana poslije toga, zahvaljujući intervenciji Stane Dolanca, pušten je iz pritvora.

### Rat
Pred raspad SFRJ Arkan je izašao u javnost kao vođa "Delija", navijača beogradskog nogometnog kluba "Crvena zvezda". 
Ubrzo se vraća u Hrvatsku nakon što je 1990. godine osnovao paravojnu formaciju "Srpska dobrovoljačka garda" (SDG). Po njegovoj tvrdnji, gardu je osnovao 11. listopada u manastiru Pokajnica s grupom prijatelja, predvodnika "Delija". Međutim, poslije se pokazalo da Ražnatović nije ni u jednom trenutku postupao mimo naloga koje je dobivao od Franka Simatovića, osnivača specijalnih postrojbi Službe državne bezbednosti Republike Srbije "Crvene beretke": "Srpska dobrovoljačka garda" je bio samo jedan od naziva pod kojima je ta jedinica djelovala kako bi se prikrila veza s obavještajnim službama Republike Srbije.
Kao zanimljivost može se navesti da je bio zarobljen početkom Domovinskog rata, prije velikog napada JNA na Hrvatsku. On je sa svojom paravojnom skupinom sastavljenom od kriminalaca pokušao upasti u Hrvatsku na područje Banovine računavši na neorganiziranost i uspaničenost hrvatskog stanovništva, kako su srbijanski mediji prikazivali situaciju u RH.[nedostaje izvor] Međutim, suprotno njegovim očekivanjima, jednom rutinskom redarstvenom akcijom, snage hrvatskog MUP-a su kod Dvora na Uni uhitile tu skupinu i zaplijenile svu njezinu opremu dobivenu od srbijanskih krugova u JNA.; poslije mnogo godina pukovnik Ivan Primorac, tadašnji tjelohranitelj hrvatskog predsjednika Franje Tuđmana otkriva da su hrvatske službe sigurnosti Ražnatovića uhitile nakon što su pravodobno saznale za njegovo dolazak na čelu skupine koja je trebala izvršiti atentat na samog predsjednika Tuđmana. Vijest je objavljena 12. prosinca 1990.
Nakon šest mjeseci zatvora (iako je osuđen na pet godina), pod do danas nerazjašnjenim okolnostima, biva pušten iz zagrebačkog zatvora i vraća se u Beograd. Postoje razne, nepotvrđene teorije i tvrdnje, za koga ili za što je razmijenjen. Po jednim teorijama, razmijenjen je za dr Vesnu Bosanac, po drugim izvorima, za Antuna Kikaša, po trećim za milijun DEM, navodno dobivenih od samog Miloševića; u ovoj teoriji, to nije odobrio predsjednik Tuđman, nego nepoznata moćna osoba iz hrvatskog vrha je to učinila, uzevši novac sebi.
Nakon što je pušten, on i njegova SDG se prvi put pojavila na ratištu u Tenji pored Osijeka u lipnju 1991. Postrojba potom djeluje u razbojstvima diljem Hrvatske, uglavnom po Lici, Baniji, Kordunu i Dalmaciji. Stacioniran u Erdutu sa svojom jedinicom izvršio je ubojstva većeg broja mještana civila hrvatske i mađarske nacionalnosti u Dalju, Aljmašu i Erdutu. Dio programa "obuke" njegove postrojbe bilo je i ubijanje hrvatskih civila na okupiranom području na način da bi hrvatski civil bio doveden u kamp za obuku gdje bi ga pripadnici SDG smaknuli.
Posredovanjem ljudi iz MUP-a Srbije, u prvom redu Frenkija Simatovića i Jovice Stanišića nametnuo se kao tzv. zapovjednik Teritorijalne obrane Istočne Slavonije, što su bezpogovorno prihvatili i Goran Hadžić, ali i jedince JNA koje su se tada nalazile na tome području. Značajan doprinos u njenom egzistiranju daju Dragan Vasiljković, poznatiji kao kapetan Dragan, koji je izravna veza Arkana s MUP-om Srbije dok se ovaj nije osamostalio, te bivši šef stanice milicije u Virovitici (i kasniji general policije u Republici Srbiji) Radovan Stojičić Badža. Za profesionalnu organizaciju brzo rastuće jedinice pobrinuo se Borislav Pelević, sadašnji političar u Srbiji, i sadašnji osuđenik Milorad Ulemek zvani Legija. Vojnu opremu uglavnom dobavljaju iz krijumčarskih krugova i to u dobrom dijelu s područja Izraela, jer RDB Srbije nije htjela da ih se po oružju i uniformama poveže sa službenim tijelima Srbije.
Srpska agresija na Bosnu i Hercegovinu počinje 31. ožujka 1992. kada paravojne snage pod rukovodstvom Arkana i po naređenju Jovice Stanišića prelazi srpsko-bosanskohercegovačku granicu i napadaju grad Bijeljinu (koja je pala 4. travnja) s naređenjem da zastraši lokalno nesrpsko stanovništvo pogubljenjem većeg broja civila.
U tom razdoblju se njegovoj postrojbi priključio i bivši pljačkaš prodavaonice športske opreme u Novom Beogradu Milorad Ulemek Legija, kasnije osuđen kao organizator ubojstva premijera Srbije Zorana Đinđića. Postrojba će u Bosni i Hercegovini djelovati sve do kraja rata. SDG je nasilno mobilizirala veliki broj Srba izbjeglih u Srbiju i slala ih u bazu SDG u Erdutu. Ražnatović je područje istočne Slavonije pretvorio u svoju paradržavu i bogatio se na krijumčarenju roba koje je nedostajalo u Srbiji zbog UN-ovih sankcija. Njegova je postrojba opljačkala veliki broj hrvatskih domaćinstava, tisuće kubika industrijskog drveta je nelegalno posječeno, a sve do reintegracije hrvatskog Podunavlja u ustavno-pravni poredak Republike Hrvatske, naftno polje Đeletovci je bilo pod njegovom kontrolom, odakle je ubirao veliki prihod, bespravno otuđujući hrvatska prirodna bogatstva, neometan i neposredno pred UNPROFOR-ovim postrojbama.

### Nakon rata
Oženio se poznatom srpskom pjevačicom Svetlanom Veličković - Cecom. Vodio je FK Obilić do titule prvaka SR Jugoslavije 1998. godine.

## Smrt
Ubijen je s tri hica iz vatrenog oružja, u Hotelu Intercontinental u Beogradu, 15. siječnja 2000.

## Vanjske poveznice
- Optužnica ICTY protiv Ražnatovića
- Članak Irish Timesa nakon ubojstva Arkana